# Saint-Symphorien-des-Monts

Saint-Symphorien-des-Monts este o comună în departamentul Manche, Franța. În 1 ianuarie 2018 avea o populație de 125 de locuitori.